# Андрейка (фильм)
«Андрейка» — советский художественный фильм режиссёра Николая Лебедева.
Вышел на экраны 25 сентября 1958 года. В 1959 году получил Первую премию на Всесоюзном кинофестивале в Киеве как лучший детский фильм.

## Сюжет
Действие происходит в июле 1917 года в Петрограде. В городе проходят демонстрации. В рядах демонстрантов дети и старики. По демонстрантам стреляют, падают убитые и раненые. Чудом остаётся в живых сын питерского рабочего Андрейка.
Правительством издаётся указ об аресте Ленина. Его ищут полицейские шпионы. Одним из них является прапорщик Звонков. Он поселился под видом дворника дяди Вити недалеко от дома, где живёт Андрейка. «Дяде Вите» удаётся расположить к себе детей.
Однажды Андрейка узнал, что скоро к ним в дом должен прийти скрывающийся от полиции Ленин. Он обратился за советом к дяде Вите, по-детски доверившись ему. Устраивается облава на Ленина. Не сумев захватить его, полицейские арестовывают отца Андрейки. Андрейка понимает, кто такой этот «дядя Витя».
После отправки отца на фронт Андрейка стал старшим в семье. Он устроился работать монтёром, но его прогнали с работы за то, что помогал он чинить электричество в Смольном.
Однажды друг Андрейки Васька увидел «дядю Витю». Андрейка и Васька выслеживают шпиона. Красный патруль обезвреживает его.
В Смольном выступает Ленин и возвещает о пролетарской революции.

## В ролях
- Боря Васильев— Андрейка
- Николай Тимофеев — Решетин
- Лилия Гриценко — Анна
- Александр Лариков — Рублёв
- Татьяна Хоришко — Еленка
- Саша Виноградов — Ильюшка
- Кирилл Лавров — Виктор Звонков
- Виктор Чекмарёв — доктор
- Александр Мазаев — Максимов
- Геннадий Малышев — матрос-анархист
- Николай Мельников — Васька
- Николай Гаврилов — шпик
- Абрам Шейн — В. И. Ленин
- Леонид Любашевский — Я. М. Свердлов
- Любовь Малиновская — Анфиса, мать Васьки
- Ольга Порудолинская — Наталья Николаевна
- Аркадий Трусов — матрос в Смольном
- Елизавета Уварова — бабка Вера
- Пётр Незванов — электромонтёр
- Наталия Кудрявцева — мать Еленки
- Владимир Васильев — Артур Петрович, начальник электростанции
- Владимир Волчик — Ф. Э. Дзержинский
- Владислав Стржельчик — офицер'

```
'Зоя Александрова- ударница женского батальона
```

## Съёмочная группа
- Режиссёр-постановщик — Николай Лебедев
- Автор сценария — Александр Попов
- Оператор-постановщик — Семён Иванов
- Композитор — Владимир Маклаков
- Автор текста песни — Николай Глейзаров
- Звукооператор — Л. Валтер
- Художник — Алексей Федотов
- Художник-гримёр — А. Грибов
- Монтажёр — Елена Миронова
- Редактор — Дмитрий Иванеев
- Консультант — Виктор Муштуков
- Директоры картины — А. Владимиров и Тамара Самознаева

## Награды
Первая премия на Всесоюзном кинофестивале в Киеве (1959) за лучший детский фильм.

## Критика
Фильм получил положительные рецензии вскоре после выхода на экран.
Искусствовед Вера Тулякова назвала фильм лучшим из ранее появлявшихся кинокартин об участии детей в революции. Она отмечала в своей рецензии, что «точно найденные автором и режиссёром сюжетные ситуации способствуют раскрытию характера мальчика, показывают повзросление Андрейки». При этом она считала, что авторы «вводят в фильм без особой нужды массовые сцены и эпизоды, слабо связанные с основной линией развития сюжета».
При анализе актёрской игры В. Тулякова писала, что «Боря Васильев, играющий роль Андрейки, правдив, эмоционален в эпизодах действенных, требующих от него убеждённости и даже темперамента», но в его герое исчезает правда, когда режиссёр ставит перед ним недетские актёрские задачи. Она также написала, что «другие дети, на долю которых не выпали такие сложные актёрские задачи, всегда остаются милыми, естественными, забавными». Отмечая убедительность и достоверность ролей ролей отца и матери Андрейки (Н. Тимофеева и Л. Гриценко), Тулякова считала, что А. Попов «несколько сухо и однопланово показал в сценарии взрослых». Особо выделялась в рецензии работа оператора С. Иванова, который «наиболее точно воплощает оригинальный и своеобразный замысел».
Киновед Кира Парамонова писала, что «герой фильма Андрейка — образ правдивый и глубокий» и считала, что «своей правдивостью фильм приближает советских детей к историческому прошлому нашей родины». Она утверждала, что «авторы правдивы в своем рассказе: они делают Андрейку участником подлинной жизни, но не заставляют его какими-либо непосильными для его возраста делами и подвигами определять направление событий, или, как это иногда бывает в плохих фильмах, решать их исход».